# Oegstgeest

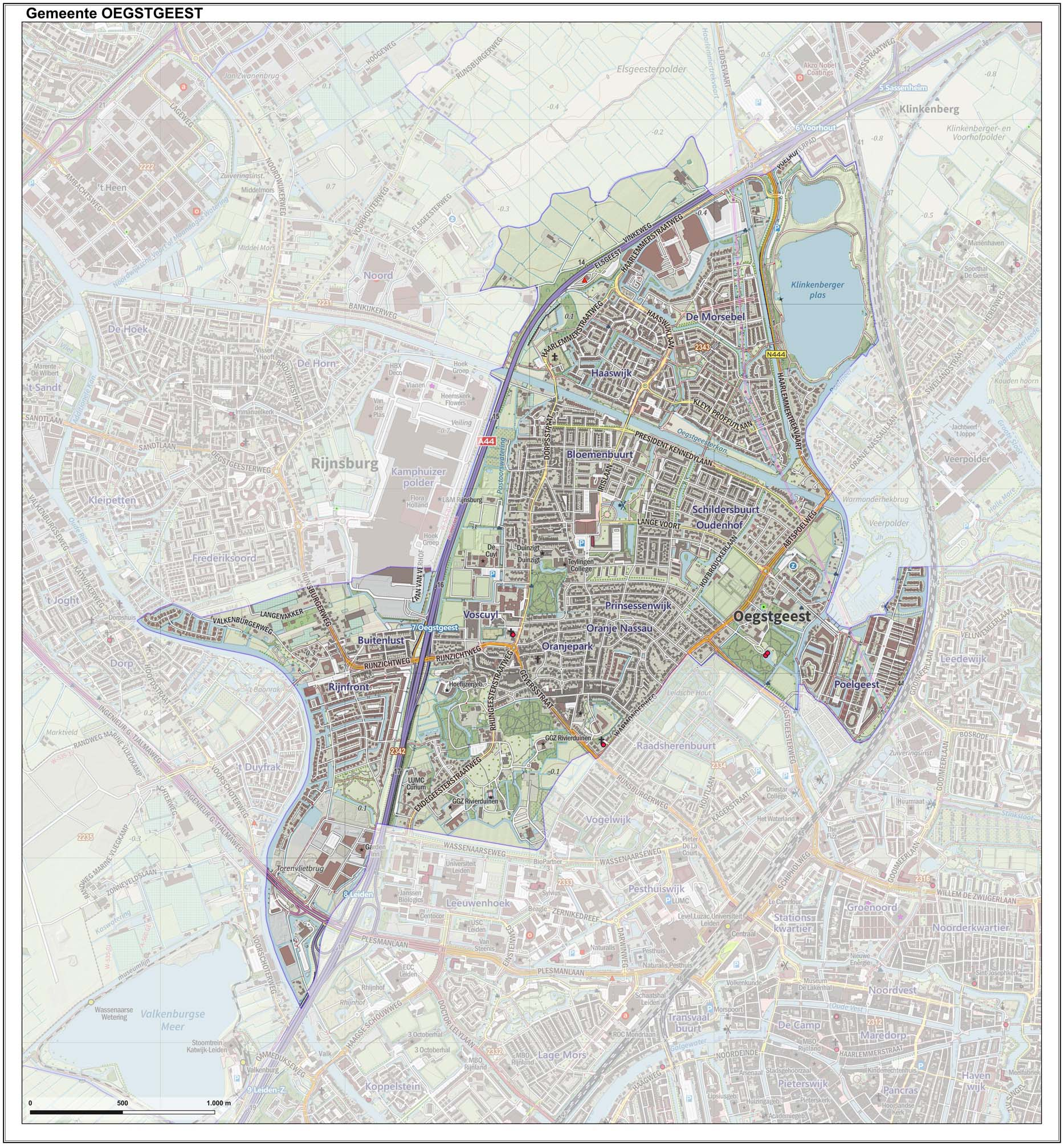
Topografische gemeentekaart van Oegstgeest

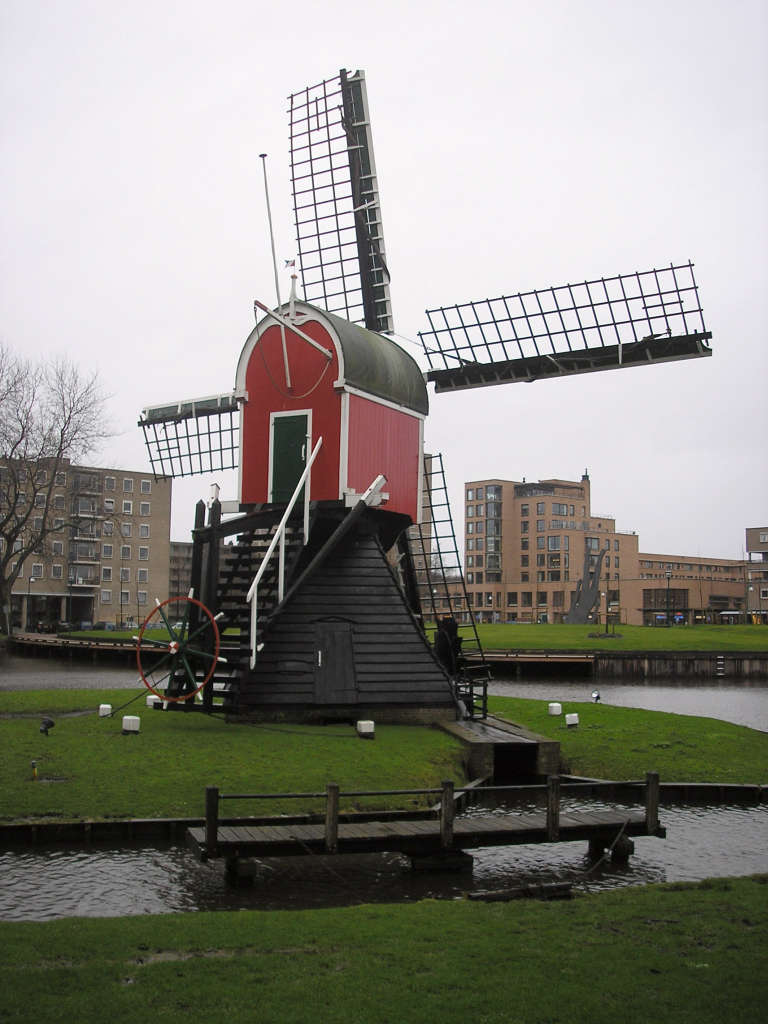
De Oudenhofmolen die ooit de polder drooghield is volledig ingesloten (achtergrond: het nieuwe winkelcentrum Lange Voort)

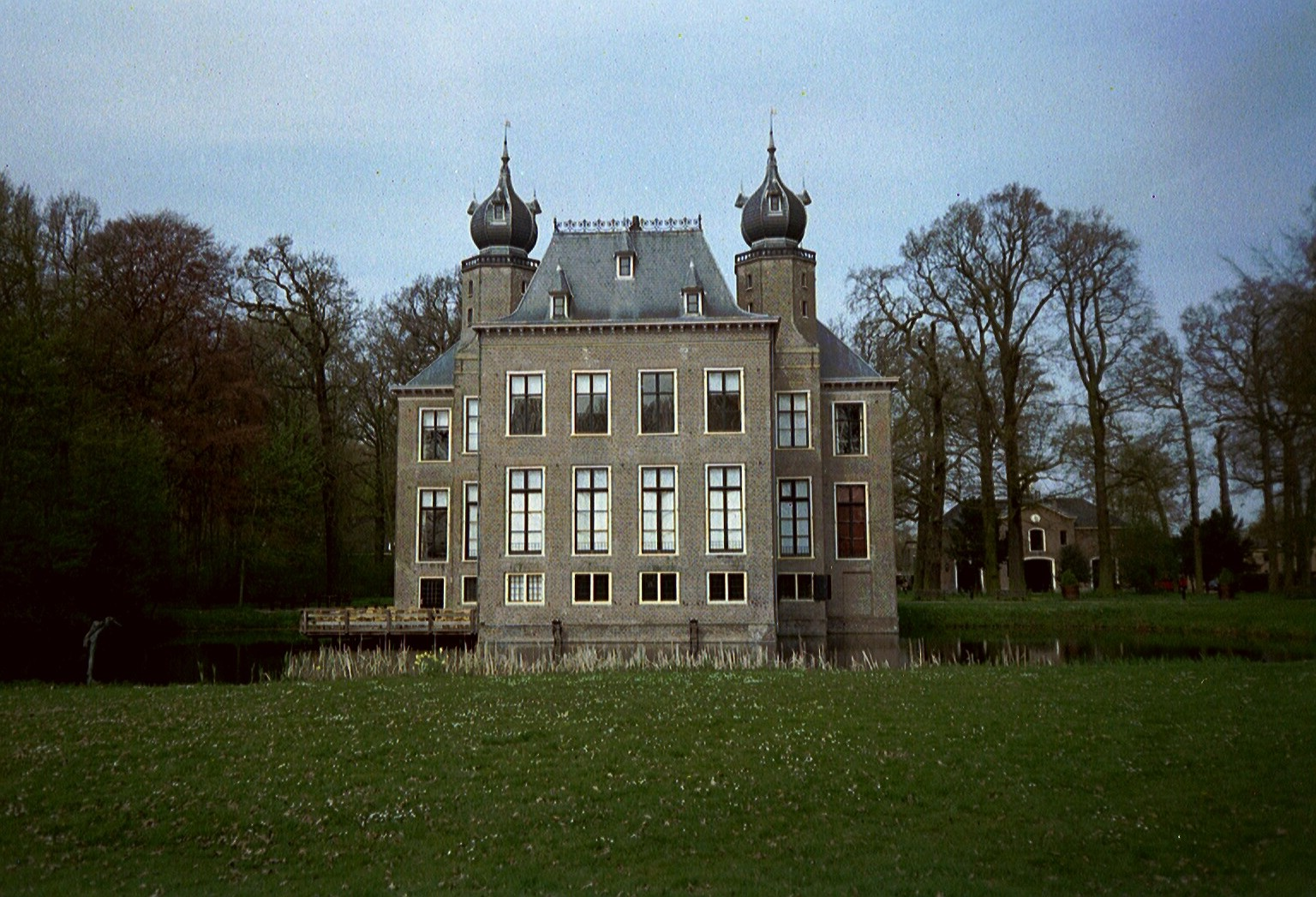
Achterzijde Oud Poelgeest

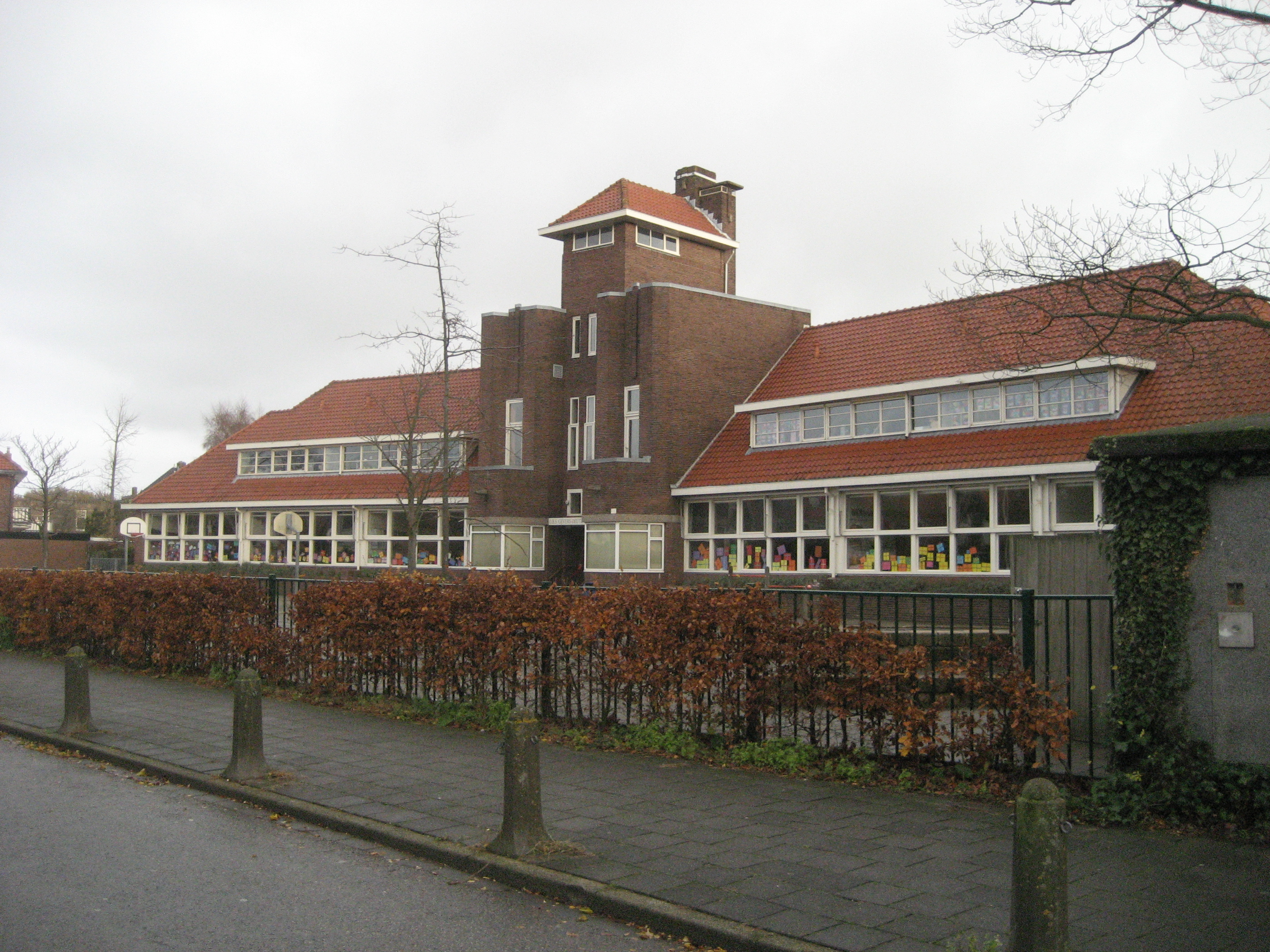
Gevers-Deutz Terweeschool

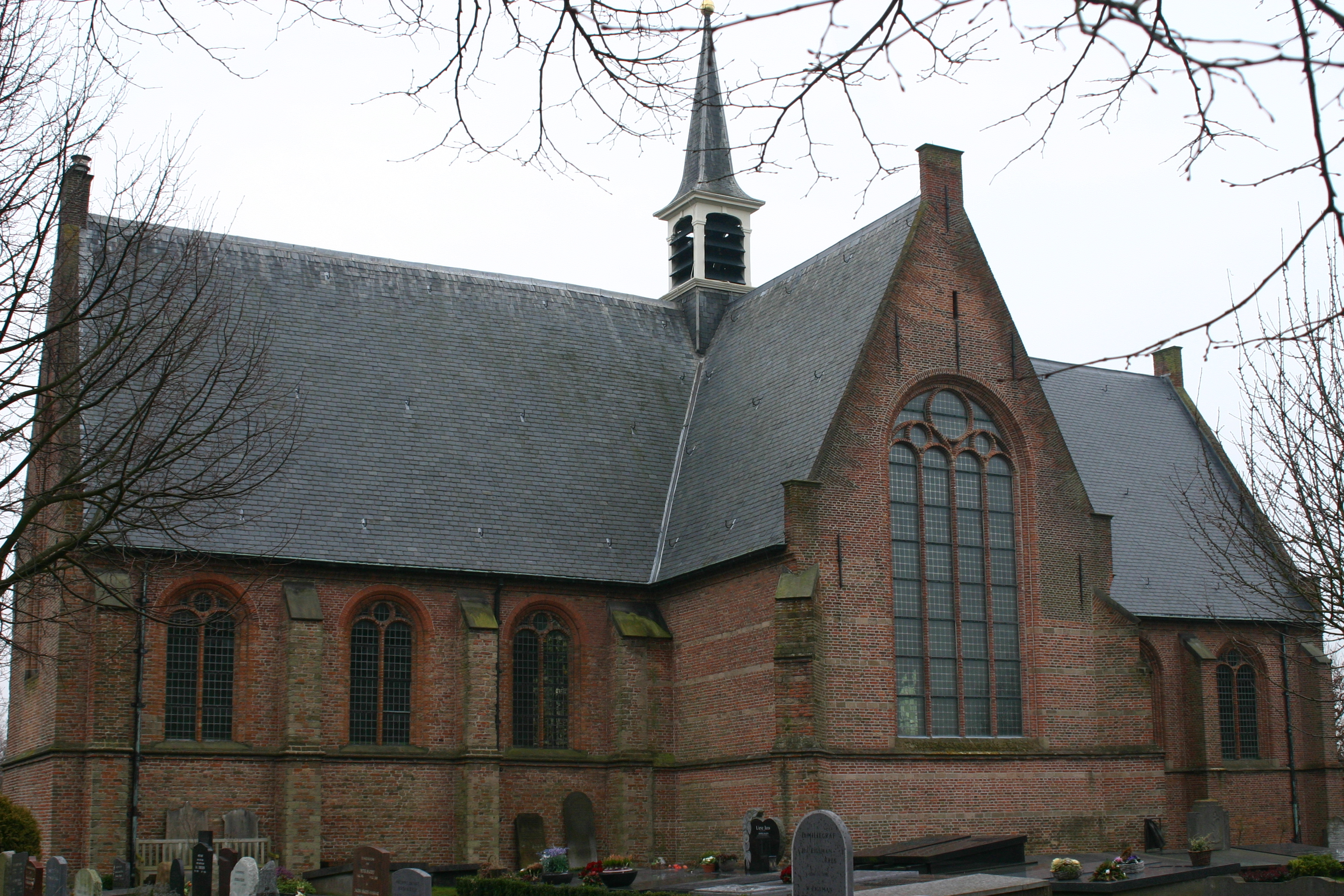
De Willibrordkerk (het "Groene kerkje")

Oegstgeest (uitspraakⓘ) is een plaats en gemeente in de Nederlandse provincie Zuid-Holland en buurgemeente van Leiden. De gemeente telt 25.948 inwoners (22 november 2024, bron:CBS) en heeft een oppervlakte van 7,97 km². Binnen de gemeentegrenzen liggen geen andere kernen.

## Aangrenzende gemeenten
| Aangrenzende gemeenten | Aangrenzende gemeenten | Aangrenzende gemeenten | Aangrenzende gemeenten | Aangrenzende gemeenten |
| ---------------------- | ---------------------- | ---------------------- | ---------------------- | ---------------------- |
|                        |                        |                        |                        | Teylingen              |
|                        |                        |                        |                        |                        |
| Katwijk                |                        |                        |                        |                        |
|                        |                        |                        |                        |                        |
|                        |                        |                        |                        | Leiden                 |

## De naam Oegstgeest
Het gedeelte geest in de naam verwijst naar de geestgronden, waarvan weinig over is gebleven omdat die in de zeventiende eeuw werden afgegraven ten behoeve van de stadsuitbreidingen van Leiden.
De oudste aangetroffen spelling, in een kopie van een goederenlijst van de Sint-Maartenskerk te Utrecht uit de tiende eeuw luidt "Osgeresgeest". Dit was een Friese spelling van de oorspronkelijke naam *Ansger-es-gaist. In het Fries veranderde /ans/ in /ōs/; dezelfde klankverandering is te zien in het aan Fries verwante Engels, waar de oudere vorm *gans- veranderde in goose. Naderhand begrepen de bewoners de naam niet meer en associeerden die met oogst of oost en verbasterden hem derhalve tot Oegstgeest en Oostgeest. De oorspronkelijke betekenis luidt dus: ‘akker op geestgrond, die toebehoort aan Osger’.
In de Middeleeuwen sprak men overigens ook wel van de kerk van Kerckwerve, als men de Oegstgeester parochiekerk bedoelde (later het Groene Kerkje).

## Geschiedenis
Oegstgeest ligt in een van de vroegst bewoonde delen van het kustgebied. De vroegste sporen van bewoning zijn, in 1946, aangetroffen in een uitloper van een strandwal in de Elsgeesterpolder, waar in de tweede eeuw na Christus een Bataafse nederzetting gevestigd was. In 2010 troffen studenten van de archeologie-faculteit van de Universiteit Leiden de resten aan van een brug die de twee Rijnoevers tussen 500 tot 700 na Christus met elkaar moet hebben verbonden.
Het is niet zeker of het grondgebied van Oegstgeest ook hierna constante bewoning heeft gekend. In de negende eeuw stond op de plaats van het huidige Groene Kerkje een volgens de legende door Willibrord gewijd kerkje. De aanwezigheid van dit kerkje en van bezittingen van de Sint-Maartenskerk te Utrecht doen vermoeden dat zich hier een voor die tijd tamelijk dichte bevolking bevond.
Van de elfde tot de veertiende eeuw heeft Oegstgeest een periode van vooruitgang beleefd, die werd onderbroken toen Leiden als stad opkwam. Door belemmering 'van nering en ambacht' en het weren van bebouwing op zekere afstand van Leiden werd Oegstgeest in zijn ontwikkeling gestuit. Uit deze tijd dateren de kastelen Oud-Poelgeest en Endegeest. Het in 1863 afgebroken coulissenkasteel Abspoel dateerde uit de 15e eeuw en was een uithof van de abdij van Egmond.
De ambachtsheerlijkheden Oegstgeest en Poelgeest die al in de tiende eeuw worden genoemd, werden in 1399 verenigd, omdat zij door de achteruitgang van de bevolking hun belasting aan de graaf van Holland niet meer konden voldoen. De grenzen van Oegstgeest liepen tot de negentiende eeuw tot de wallen en singels van Leiden. In de negentiende en twintigste eeuw moest Oegstgeest steeds meer grond afstaan aan de zich snel uitbreidende stad Leiden.
Oegstgeest bestond tot het begin van de twintigste eeuw uit verschillende losse kernen: De Kerkbuurt of het Oude Dorp (bij het Groene Kerkje), de Leidse Buurt, onderverdeeld in de Pen (bij de Beukenhof) en de Punt (bij het kruispunt Rhijngeesterstraatweg/Geversstraat), de Poelgeesterbuurt of de Kwaak (bij kasteel Oud-Poelgeest), de Mors (in gedeelten geannexeerd door Leiden in resp. 1896, 1920 en 1966) en tot slot de Bazar en de Rijsjes (sinds 1966 behorende bij Rijnsburg).
Tussen deze buurten waren hooguit wat verspreid liggende huizen en boerderijen te vinden. Pas na 1900 ging men de tussenliggende gebieden bebouwen. Eerst het Wilhelminapark (1898-1906), vervolgens het Prins Hendrikpark (rond 1915), het Julianapark, Oranjepark en Emmapark (1920-1950), Buitenlust ofwel de Indische Buurt (1925) en de buurten bij de Grunerie en tussen Emmalaan en Lange Voort (jaren 50). In de jaren 70 bereikte men het Oegstgeesterkanaal. Daarna verrees Haaswijk en de Morsebel in de jaren 80 en 90. In de eerste jaren van de 21e eeuw is de nieuwste wijk Poelgeest gebouwd, gelegen tussen kasteel Oud-Poelgeest en de Merenwijk van Leiden. In 2006 is begonnen met de bouw van de wijk Nieuw-Rhijngeest ten westen van de snelweg A44.

## Geografie
Oegstgeest grenst aan de noordkant aan Warmond (gemeente Teylingen), ten oosten en aan de zuidkant aan Leiden en aan de westkant grenst het dorp aan de Oude Rijn en Rijnsburg (gemeente Katwijk).

## Politiek
De gemeenteraad van Oegstgeest bestaat sinds 2022 uit 21 zetels. Hieronder staat de samenstelling van de gemeenteraad sinds 1994:
| Progressief Oegstgeest | 3  | 4  | 5  | 6  | 6  | 3  | 4  | 5  |
| D66                    | 2  | 1  | -  | -  | -  | 4  | 3  | 5  |
| VVD                    | 3  | 5  | 4  | 5  | 5  | 4  | 5  | 4  |
| Hart voor Oegstgeest   | 7  | 6  | 6  | 5  | 6  | 3  | 2  | 4  |
| CDA                    | 2  | 3  | 4  | 3  | 2  | 3  | 4  | 2  |
| Belang van Nederland   | -  | -  | -  | -  | -  | -  | -  | 1  |
| Lokaal Oegstgeest      | -  | -  | -  | -  | -  | 2  | 1  | -  |
| Totaal                 | 17 | 19 | 19 | 19 | 19 | 19 | 19 | 21 |

### College van B&W
Het college 2022-2026 bestaat uit een coalitie van D66, Progressief Oegstgeest en Hart voor Oegstgeest.
De samenstelling van het college is als volgt:
- Burgemeester Emile Jaensch[5];
- Wethouder Tim van Tongeren (PrO);
- Wethouder Elfred Bus (D66);
- Wethouder Kees Oudendijk (Hart voor Oegstgeest).

## Onderwijs
Basisonderwijs
- O.B.S. De Vogels
- O.B.S. Gevers-Deutz Terwee
- Openbare Daltonschool Oegstgeest
- Openbare Montessori basisschool
- P.C. Hofdijckschool
- CBS Joris de Witte
- R.K. Jenaplanschool De Kring
  - locatie Rembrandt
  - locatie Willibrord
- De Lichtwijzer
- Brede School Rhijngeest (algemeen bijzonder neutraal)
- Winford College, particulier basisonderwijs.

Voortgezet onderwijs
- Het Rijnlands Lyceum Oegstgeest
- Teylingen College Duinzigt
- Wellant College Oegstgeest

Speciaal onderwijs
- Prof. Dr Leo Kannerschool

## Cultuur

#### Sport en recreatie
Oegstgeest kent twee voetbalverenigingen: FC Oegstgeest en ASC. Bij de laatste kan ook gecricket worden. Oegstgeest heeft een golfclub; Oegstgeester Golf Club of OGC, FIKS is de korfbalvereniging. LOHC verzorgt het hockey en OLTC het tennissen in de gemeente. Bij zwembad Poelmeer kan er gezwommen en gewaterpolood worden bij Vivax. Ook zijn er diverse binnensporten zoals Volleybal Club Oegstgeest, Basketbal Vereniging Oegstgeest, Oegstgeester Gymnastiekvereniging (OGAV) en Pecos tafeltennis. Dan is er de IJsclub Oegstgeest, opgericht in 1893, de club beschikt over een natuurijsbaan op de voormalige ezeltjesweide bij kasteel Oud-Poelgeest. Daarnaast zijn er in Oegstgeest drie Scoutingverenigingen: Scouting Shawano's (land-scouting voor jongens en meisjes), Scouting Derja (land-scouting voor jongens en meisjes) en Scouting Sagara Satrya’s (water-scouting voor jongens en meisjes).
Qua natuurrecreatie is er de Kagerzoom en de Klinkenbergerplas.

### Museum
Corpus is een museum over het menselijk lichaam. Het is gevestigd in een gebouw in de vorm van een 35 meter grote reus, en werd op 14 maart 2008 geopend door koningin Beatrix.

### Monumenten
Een deel van Oegstgeest is een beschermd dorpsgezicht: omgeving Wilhelminapark en geesten. In de gemeente zijn er een aantal rijksmonumenten, gemeentelijke monumenten, en oorlogsmonumenten, zie:
- Lijst van rijksmonumenten in Oegstgeest
- Lijst van gemeentelijke monumenten in Oegstgeest
- Lijst van oorlogsmonumenten in Oegstgeest
- Lijst van Stolpersteine in Oegstgeest

### Kunst in de openbare ruimte
In de gemeente Oegstgeest zijn diverse beelden, sculpturen en objecten geplaatst in de openbare ruimte, zie:
- Lijst van beelden in Oegstgeest

## Bekende inwoners
- René Descartes (1596-1650), filosoof en wiskundige, woonde in 1642 op kasteel Endegeest
- Philips van Almonde (1644-1711), opperbevelhebber Nederlandse vloot
- Cornelius Ludovicus de Wijkerslooth (1789-1851), bisschop, filantroop
- Leander Schlegel (1844-1930), componist en pianist
- Tine van Hoytema-Hogervorst (1865-1927), textielkunstenaar
- Gerrit Jan Heering (1879-1955), remonstrants hoogleraar
- Jan van Gilse (1881-1944), componist, dirigent en verzetsman
- Jan Cornelis Baumann (1884-1954), burgemeester
- Henk de Wolf (1893-1955), gewichtheffer
- Rudolph Pabus Cleveringa (1894-1980), rechtsgeleerde
- Riné Boerée (1898–1995), een van de eerste Nederlandse vrouwelijke bouwkundig ingenieurs en betonspecialiste
- Henk Noort (1899-1990), zanger
- Jan Volkert Rijpperda Wierdsma (1904-1984), hoogleraar staatsrecht en lid van de Raad van State
- Carel Polak (1909-1981), politicus en hoogleraar
- Johan Ferrier (1910-2010), voormalig premier en president van Suriname
- Kees Bol (1916-2009), schilder en tekenaar
- Jan Verboog (1918-1943), militair
- Frans Kokshoorn (1920-2007), acteur
- F.B. Hotz (1922-2000), schrijver en jazztrombonist
- Jan Wolkers (1925-2007), schrijver en beeldend kunstenaar
- Dick Blok (1925-2019), mediëvist
- Frédéric Bastet (1926-2008), literator, biograaf, archeoloog, schrijver, essayist en dichter
- Ariane Amsberg (1930-2016), actrice, auteur en feministe
- Joost de Raad (1933-2025), politicus
- Henk Wamsteker (1936), roeier
- Henk Wesseling (1937-2018), historicus en hoogleraar
- Aad Kosto (1938), politicus
- Fik Meijer (1942), hoogleraar oude geschiedenis, onderwaterarcheoloog, schrijver
- Agaath Witteman (1942), theatermaker en politicus
- Hans Blokland (1943), ambtenaar en politicus
- Freek van de Graaff (1944-2009), roeier
- Jan (C.M.) Juffermans (1944-2011), kunstcriticus
- Jan P. Juffermans (1945), auteur en milieuactivist
- Maarten van Traa (1945-1997), politicus (PvdA)
- Rob Schröder (1950-2024), filmmaker
- Herbert Nouwens (1954), beeldhouwer
- Hans Maarten van den Brink (1956), schrijver en journalist
- Lucia Marthas (1956), choreografe
- Jacqueline Blom (1961), actrice
- Diederik Stapel (1966), hoogleraar sociale psychologie, wetenschapsfraudeur
- Theo Maassen (1966), acteur en cabaretier
- Marijke Haverkorn (1974), astrofysicus en hoogleraar
- Thomas Rueb (1986), onderzoeksjournalist, publicist en tv-presentator
- Ymke Wieringa (1989), televisiepersoonlijkheid
- Sem Veeger (1991), actrice
- Daan Olivier (1992), wielrenner
- Hugo Wentges (2002), voetballer
- Emily Nahon (2007), voetbalster

## Leefbaarheid
- Oegstgeest eindigde in 2014 eerste in een onderzoek van de Volkskrant naar de 'beste' gemeente op basis van leefcriteria als huizenprijzen, criminaliteit, armoede en voorzieningen (winkels, onderwijs en medische zorg e.d.). Het dagblad beoordeelde hierbij 400 gemeentes.[6]

## Straatnaamborden
De straatnaamborden hebben in Oegstgeest een gele tekst op een rode achtergrond, duidelijk anders dan bijvoorbeeld in Leiden (witte tekst op een blauwe achtergrond), zodat men in het grensgebied overal gemakkelijk ziet in welke van de twee gemeenten men zich bevindt.
Zie ook het straatnamenboek over Oegstgeest. 